# Jürgen Friedl (Fußballspieler, 1981)
Jürgen Friedl (* 29. Januar 1981 in Linz) ist ein ehemaliger österreichischer Fußballspieler und jetziger -trainer.

## Karriere
Jürgen Friedl begann seine Karriere in der Jugend von Union Weißkirchen und wechselte bald zur Salzburger Austria. Dort schaffte er zur Saison 2001/02 den Sprung in die erste Mannschaft. Sein Debüt in der Bundesliga gab er am 17. Juli 2001 im Spiel gegen den SK Sturm Graz, als er in Minute 85 für Attila Korsós eingewechselt wurde. Das Spiel endete 1:0 für die Grazer. Sein erstes Tor erzielte er am 10. Oktober 2001 im Spiel gegen die Admira. Nach der Übernahme der Austria von Red Bull wechselte er zum FC Blau-Weiß Linz. Danach folgten Engagements bei FC Waidhofen/Ybbs, welcher in der drittklassigen Regionalliga Ost spielte, und dem FC Pasching, mit dem er den Aufstieg in die Regionalliga Mitte schaffte. 2009 wechselte er wieder zu seinem Jugendverein, der Union Weißkirchen. Nachdem er die beiden vorangegangenen Spielzeiten mit der Mannschaft stets in der Nähe der Abstiegsplätze abgeschlossen hatte, stieg Friedl mit der Union im Sommer 2012 als Zwölftplatzierter in die fünftklassige Landesliga Ost ab, verbrachte dort zwei Saisonen und stieg nach der Saison 2013/14 wieder in die OÖ Liga auf. Dort war er in weiterer Folge noch drei Spielzeiten aktiv und beendete nach der Saison 2016/17 seine Karriere als Aktiver. Am Ende der Spielzeit 2017/18 gab er nochmal sein Comeback und kam zu einer Handvoll Meisterschaftseinsätze für die erste und zweite Mannschaft des Vereins.
Ab spätestens Sommer 2018 trat Friedl auch als Nachwuchstrainer seines Heimatvereins in Erscheinung und war dabei anfangs vor allem für die U-18-Mannschaft tätig. Bald darauf folgten auch Trainingseinheiten mit anderen Altersgruppen innerhalb des Vereines. Seit der Winterpause 2021/22 ist der gebürtige Linzer Individualtrainer beim Bezirksligisten Union Gunskirchen (6. Leistungsstufe),  mit dem er 2022/23 Vizemeister wurde und nur knapp nicht den Aufstieg in die Landesliga Ost schaffte.